# Adendorfer EC
Der Adendorfer Eishockey Club ist ein deutscher Eishockeyverein aus Adendorf bei Lüneburg in Niedersachsen, der in der viertklassigen Regionalliga Nord spielt. Ein namensähnlicher Vorgängerverein war zuvor bereits in der zweithöchsten deutschen Spielklasse aktiv.

## Geschichte
Das Adendorfer Eishockey entwickelte sich ab Mitte der 1970er Jahre, nach dem Bau der ersten künstlichen Eisfläche im Bezirk. Der ortsansässige Verein TSV Adendorf gründete eine Eishockeyabteilung, welche bis 1994 Bestand hatte und zuletzt 1994 in der drittklassigen Oberliga Nord spielte. Nach internen Unstimmigkeiten über den Etat der kommenden Saison, zog der Vorstand des TSV im Sommer 1994 seine Meldung für die Oberligasaison 1994/95 zurück. Der DEB reagierte daraufhin mit einer sofortigen Sperre aller Herrenteams für ein Jahr und machte einen erhofften Start in der Regionalliga unmöglich. Resultierend aus dieser Sperre gründete sich am 21. Juli 1994 der erste Adendorfer Eishockey Club (kurz „AEC“). Seine erste Spielzeit, die Saison 1994/95 spielte der AEC in der Regionalliga Nord/Ost und wurde Meister. In der anschließenden Relegation konnte man sich für die drittklassige 2. Liga Nord qualifizieren. Als Aufsteiger in die 2. Liga Nord konnte die Mannschaft in der folgenden Saison nach der Vorrunde einen vierten Platz vorweisen, musste sich aber in der Aufstiegsrunde mit dem achten Platz begnügen, welcher nicht zum Aufstieg ausreichte. Nach dieser Saison zog sich der bisherige Hauptsponsor zurück und hinterließ eine eklatante Lücke im Etat der kommenden Saison, welche erst durch den neuen 1. Vorsitzenden des AEC, Wilfried Abramowski, ausgeglichen werden konnte.
Die Saison 1996/97 war von vielen Spielerwechseln geprägt, welche aus einer schwachen Vorrunde des Teams resultierten, als man lediglich den sechsten Rang erreichen konnte. In der anschließenden Relegation zur 1. Liga Nord kam man nicht über einen siebten Platz hinaus und musste daher in den Playoffs gegen den Tabellenzweiten REV Bremerhaven antreten. Der AEC verlor diese Serie mit 1:2 (5:6,6:3,2:9) und musste die Saison beenden.
In der Saison 1997/98 startete der AEC nach der Neustrukturierung der Ligen in der 1. Liga Nord, konnte am Ende der Vorrunde aber nur den 16. Platz belegen. In der Relegation verpasste der Club schließlich mit dem Erreichen des achten Platzes den Klassenerhalt und stieg in die, jetzt drittklassige, 1. Liga Nord ab. In der folgenden Saison verpasste der Adendorfer EC wieder die Meisterrunde, konnte aber in der Relegation den dritten Platz erreichen.
Die Saison 1999/00 wurde die erfolgreichste des Vereins in der wieder unter dem alten Namen ausgespielten drittklassigen Oberliga Nord. Der AEC wurde überraschend Sechster und konnte in den Play-offs den Aufstiegskandidat Ratinger Ice Aliens mit 3:0 Siegen ausschalten. Zwar scheiterte der AEC in der folgenden Serie am EHC Straubing mit 0:2, dennoch bedeutete das Erreichen des Halbfinales den größten Erfolg in der bisherigen Vereinsgeschichte. In der folgenden Saison feierte der AEC zwar erneut den Einzug in die Play-offs, musste sich dort in der ersten Runde dem ETC Crimmitschau geschlagen geben. Aufgrund eines verlorenen Rechtsstreits und einer damit verbundenen Abfindung an einen Ex-Trainer musste der Adendorfer EC im Sommer Insolvenz anmelden.
Daraufhin wurde der Verein vor der Saison 2001/02 als Adendorfer Eissport Club neu gegründet. In der neuen viertklassigen Regionalliga Nord/Ost erreichte das Team in der Vorrunde den dritten Platz und wurde in der anschließenden Meisterrunde Siebter. Auch in der Spielzeit 2002/03 konnte der AEC zunächst Platz drei erreichen und sich in der Meisterrunde zum Vorjahr auf Platz vier vorschieben. In der Saison 2003/04 schaffte der Verein als Vierter den Einzug in die Meisterrunde, wo er allerdings nur den neunten Platz erreichen konnte.
Der Vorstand des AEC äußerte im Frühjahr 2004 Interesse an dem angebotenen Aufstieg in die drittklassige Oberliga Nord, welcher schließlich jedoch nicht wahrgenommen wurde. Mit einem neuen Vorstand und Trainer ging der AEC ins nächste Jahr und konnte sich wiederum als Vierter für die Meisterrunde qualifizieren. Die Verpflichtung von Torwart Varian Kirst verhalf der Mannschaft zum fünften Platz in der Meisterrunde, in welcher das Team den späteren Meister Ratingen schlagen konnte.
Die Saison 2005/06 war die letzte des Eissportclubs: Nach einer katastrophalen Vorrunde verpasste der AEC als Neunter die Meisterrunde und konnte mit einem auseinanderfallenden Team nicht den Abstieg in der Relegation verhindern. Aufgrund der sportlichen Misere und dem damit verbundenen finanziellen Ausfällen war der AEC im März 2006 zahlungsunfähig und stellte einen Insolvenzantrag. Um die Tradition des Eishockeys im Verein fortzusetzen und den Mitgliedern, insbesondere dem Nachwuchs, nicht dem Übertritt zum EHC Adendorf empfehlen zu müssen, wurde im Juli 2006 der zweite Adendorfer Eishockey Club gegründet. Nach einer Saison in der Verbandsliga spielte dieser von 2007 wieder in der viertklassigen Regionalliga, die in der Saison 2008/09 im Gegensatz zur Saison 2007/08 nur noch als Regionalliga Nord durchgeführt wurde.
Im Mai 2009 entschieden die Mitglieder des seit der Saison 1999/00 neben dem AEC existierenden EHC Adendorf, ihren Verein zum 1. Juli 2009 aufzulösen und den Mitgliedern den Übertritt zum AEC zu empfehlen.
Durch die Ligenreform und der Neuorganisation der Oberligen im Frühjahr 2010 meldete der AEC für die Saison 2010/11 wieder für die Oberliga Nord, in der der AEC nach gutem Start am Ende den zur Aufstiegsrunde benötigten zweiten Platz verpasste und Fünfter wurde. In der Relegation konnte er aber souverän den Klassenerhalt sichern. Der Start in die Saison 2011/12 verlief zunächst positiv, doch gingen in der Folge alle Vergleiche gegen die direkten Konkurrenten um die Aufstiegsrundenplätze verloren. In der folgenden Pokalrunde setzte es sich gegen die in der Vorrunde besser platzierten Teams durch und erreichte nach zwei deutlichen Siegen in den Finalspielen gegen die Hannover Braves die Qualifikation zum DEB-Pokal 2012/13.
In der Saison 2013/14, in der die Liga anstelle des LEV Niedersachsen vom Deutschen Eishockey-Bund organisiert wurde, erreichte die Mannschaft nach der Vorrunde Platz 7.
Im Sommer 2014 entschlossen sich die Verantwortlichen des Vereins – und die der Adendorfer EC Eishockey-Betriebs UG, die für den Verein die Herrenmannschaft der „Heidschnucken“ organisiert, die Mannschaft aus finanziellen Gründen aus der – drittklassigen – Oberliga Nord in die – viertklassige – Regionalliga Nord zurückzuziehen. In der folgenden Regionalligasaison gelang ein dritter Platz in der Vorrunde und somit die Qualifikation für die Playoffs. Im Viertelfinale dieser konnte der AEC die United North Stars schlagen (11:0 & 3:1), musste sich aber im Halbfinale dem späteren Meister aus Bremen, denkbar knapp mit 4:3 & 7:9, geschlagen geben.
Mit nur einer Niederlage sicherte sich der AEC den ersten Platz der Vorrundentabelle der Saison 2015/16. In der Meisterrunde entwickelte sich ein Zweikampf mit den Weserstars Bremen um die Meisterschaft. Während der AEC das Hinspiel in Bremen mit 3:2 nach Verlängerung gewann, verlor er das Rückspiel in Adendorf vor 1786 Zuschauern 2:3 und wurde dadurch Vizemeister.
In der Spielzeit 2016/17 konnte man sich als 4. wieder für die Playoffs qualifizieren, scheiterte aber in den Playoffs an den Weserstars mit 0:2. In der folgenden Saison reichte es in der 5er-Staffel zu Platz 3 in der Vorrunde. Im Playoffhalbfinale gegen den Hamburger SV konnte man dann aber eine verloren geglaubte Serie drehen: Nach einem 0:2-Rückstand (1:3, 2:3) gelang mit drei Siegen (6:0, 8:3, 3:2 OT) noch der Finaleinzug, wo ein weiteres Mal die Bremer warteten. Hier zeigten sich die Weserstars als das bessere Team und konnten die Finalserie mit 3:0 (7:4, 4:2, 5:4) für sich entscheiden.
Aufsteiger ECW Sande dominierte dann die folgende Spielzeit, während der AEC nicht an die sportlichen Leistungen der vorherigen Jahre anknüpfen konnte. Am Ende der Vorrunde, die durch viele Verletzungen von Leistungsträgern geprägt war, stand der AEC am Tabellenende und verpasste die Playoffs.
Zu Beginn der Regionalligasaison 2019/20 wurde ein Schaden an der Kühlanlage des Walter-Maack-Eisstadions festgestellt. Zunächst ging man davon aus, diesen zeitnah beheben zu können, womit die ersten Ligaspiele des AEC zunächst nur verschoben wurden. Mitte November wurde dann allerdings ein weiterer Mangel festgestellt, welcher eine aufwendige Reparatur nötig machte. Daraufhin musste der AEC für die Saison zurückziehen und ging infolge in Insolvenz. Im August 2020 wurde die Plan-Insolvenz erfolgreich abgeschlossen. Das vom Verband zugesichertes Startrecht in der Regionalliga sollte dann zur Saison 2020/21 wahrgenommen werden. Aufgrund der Corona-Pandemie kam es im Herbst 2020 lediglich zu einigen Testspielen, ehe in der Folge die Saison seitens des Verbandes abgesagt wurde.
Nach über zwei Jahren ohne Pflichtspiel stieg der AEC zur Saison 2021/22 wieder in den Liga-Spielbetrieb ein. Nach einem mäßigen Start gelang es dem Team, den vierten Rang zu sichern. In den Playoffs musste es sich dem späteren Meister aus Braunlage mit 0:2 geschlagen geben. In der folgenden Spielzeit gelang als Viertplatzierter die Playoff-Teilnahme, in denen der Meister aus Braunlage mit 2:1-Siegen bezwungen wurde und im Finale der ECW Sande mit 0:2 triumphierte. In der Saison 2023/24 erreichte man wieder den 4. Rang in der Tabelle. In den anschließenden Playoffs schlug man im Viertelfinale den 5. der Hauptrunde, die Salzgitter Icefighters, mit 2:1 Siegen und qualifizierte sich wieder für das Halbfinale. Hier warteten, wie schon in den Vorjahren, die Harzer Falken aus Braunlage, welche die Serie in zwei knappen Spielen (3:4 n. V. & 2:4) für sich entschieden.

## Mannschaft

### Nachwuchs
Der Adendorfer EC hat eine der größten Jugendabteilungen im norddeutschen Eishockey und stellt in folgenden Altersklassen Mannschaften:
- Bambini
- Kleinstschüler
- Kleinschüler
- Knaben
- Schüler

### Weitere Mannschaften
Zu den Jugendmannschaften kommt noch die Damen-Mannschaft der Lady Rams, die in der Saison 2013/14 an der drittklassigen 1. Frauenliga Nord/Ost teilnahm und früher in der zweitklassigen 2. Liga Nord spielte. In der fünftklassigen Landesliga Nord spielte in der Spielzeit 2013/14 die zweite Herrenmannschaft.

## Vereinskultur

### Fans und Rivalitäten
Aus den gemeinsamen Spielzeiten in den 1990er Jahren hatte sich eine Rivalität mit den Crocodiles Hamburg aufgebaut. Dies beruhte insbesondere auf dem Vergleich Weltstadt gegen Dorf sowie der Tatsache, dass die Hamburger aufgrund höherer Etats (und der damit auf dem Papier stärkeren Mannschaft) zudem immer als Favorit auf Eis gingen. Nach der Insolvenz der Hamburger und dem damit verbundenen Neubeginn in der Verbandsliga kühlte sich das Verhältnis zusehends ab, auch weil die Crocodiles durch den Umzug der München Barons nach Hamburg (Umbenennung in Hamburg Freezers) einen radikalen Zuschauerschwund erlebten.
Mit dem EHC Timmendorfer Strand 06 teilt der AEC seit 1998 die Liga und verbindet die wohl stärkste Rivalität. Das „Derby“ der Dörfer nimmt seinen Ursprung in den regelmäßig engen Spielen zwischen den „Muschelschubsern“ (Timmendorf) und den „Bauern“ (Adendorf). Nach dem Rückzug in die Regionalliga Nord entwickelte sich mit den Weserstars Bremen ein neuer sportlicher Rivale. So musste man den Bremern dreimal, im direkten Kampf um die Meisterschaft, den Vortritt lassen.

### Vereinsinterne Rekorde
Stand: Saison 2021/22
| Beste Statistik während der Teamzugehörigkeit |                                               |                                                                         |
| Kategorie                                     | Name                                          | Anzahl                                                                  |
| Meiste Spiele                                 | Denny Böttger Peter Hofmann Matthias Hofmann  | 702 (in 22 Spielzeiten) 565 (in 17 Spielzeiten) 534 (in 21 Spielzeiten) |
| Meiste Tore                                   | Denny Böttger Denis Loschkin Peter Hofmann    | 408 362 (in 10 Spielzeiten) 179                                         |
| Meiste Vorlagen                               | Denny Böttger Denis Loschkin Matthias Hofmann | 559 253 246                                                             |
| Meiste Punkte                                 | Denny Böttger Denis Loschkin Matthias Hofmann | 964 615 421                                                             |
| Meiste Strafminuten                           | Denny Böttger Matthias Hofmann Peter Hofmann  | 1855 1182 779                                                           |